# Stroomgebied van de IJzer

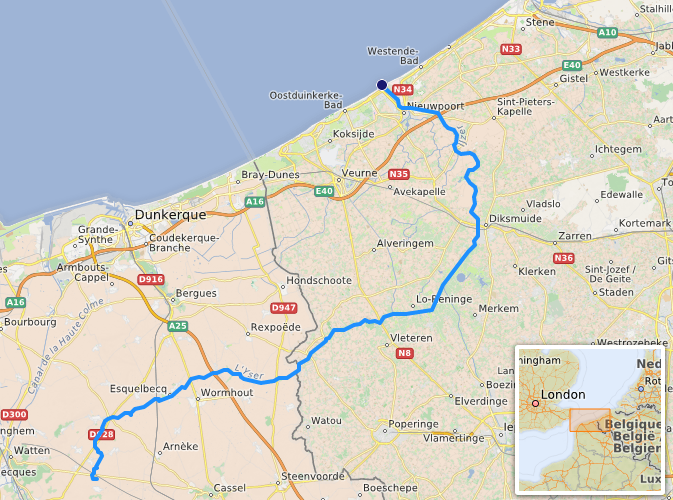
De loop van de IJzer door België en Frankrijk

Het stroomgebied van de IJzer in Frankrijk aangegeven met een lichtbruine kleur bovenaan.

Het stroomgebied van de IJzer of het IJzerbekken is het gebied in Frankrijk en België dat door de IJzer afgewaterd wordt.
De totale oppervlakte van het stroomgebied van de IJzer is 1.101 km², waarvan ongeveer 35% polders. Ook ongeveer een derde (378 km²) ligt op Frans grondgebied.

## Zijrivieren
Hierna zijn de zijrivieren en vertakkingen opgegeven volgens hun nabijheid bij de monding. Voor iedere rivier wordt tussen haakjes de plaats van de monding vermeld.
- IJzer (Nieuwpoort)
  - Handzamevaart (Diksmuide), stroomgebied van 173 km²
    - Zarrenbeek

  - Stenensluisvaart, Houtensluisvaart en Blankaartvijver (Woumen), stroomgebied van 63 km²
    - Steenbeek
    - Ronebeek

  - Kanaal Ieper-IJzer of Ieperleekanaal (Houthulst-Merkem)
    - Ieperlee, stroomgebied van 98 km²
      - Bollaerbeek (Ieper)
      - Zillebeek (Ieper)

    - Martjesvaart/Sint-Jansbeek, stroomgebied van 106 km²
    - Dikkebusvijver

  - Kemmelbeek (Reninge), stroomgebied van 82 km²
  - Poperingevaart (Oostvleteren-Elzendamme), stroomgebied van 108 km²
    - Vleterbeek

  - Zwijnebeek (Zwyne Becque, Frans-Belgische grens bij Poperinge)
  - Heidebeek (Ey Becque, Frans-Belgische grens bij Poperinge), stroomgebied van 98 km²
  - Herzele (Herzeele, Bambeke), stroomgebied van 22 km²
  - Vuilebeek (Sale Becque, tussen Wilder en Bambeke), stroomgebied van 33 km²
  - Penebeek (Peene Becque, Wormhout), stroomgebied van 96 km²